# Мнішек (Свентокшиське воєводство)
Мнішек (пол. Mniszek) — село в Польщі, у гміні Малогощ Єнджейовського повіту Свентокшиського воєводства.
Населення — 235 осіб (2011).
У 1975-1998 роках село належало до Келецького воєводства.

## Демографія
Демографічна структура на день 31 березня 2011 року:
|          | Загалом | Допрацездатний вік | Працездатний вік | Постпрацездатний вік |
| -------- | ------- | ------------------ | ---------------- | -------------------- |
| Чоловіки | 109     | 20                 | 80               | 9                    |
| Жінки    | 126     | 32                 | 72               | 22                   |
| Разом    | 235     | 52                 | 152              | 31                   |